# Шыгыс-СвинецСтрой
«Шыгыс-СвинецСтрой» (каз. «Шығыс-СвинецСтрой») — женский волейбольный клуб из Усть-Каменогорска, выступавший в
Высшой лиге «А».

## История
Команда создана на базе ДЮСШ № 4 г. Усть-Каменогорск в 2004 году.  В ноябре 2005 года решением Восточно-Казахстанского областного Акимата был открыт «Волейбольный клуб города Усть-Каменогорска».
В сезоне 2005-2006 годов клуб под названием «Шыгыс» стала серебряным призером Чемпионата РК. В 2007 году команда под названием «Шыгыс-КАСУ» стала чемпионом всеказахстанской Универсиады.
В марте 2008г. в г. Венеция (Италия) состоялся международный турнир среди молодежных команд, посвященный памяти Ферручио Корначия, родоначальника Итальянского волейбола. В сборную Казахстана вошли 3 игрока из команды «Шыгыс-КАСУ»: Дуанканова Аида, Коноплева Екатерина и Котова Кристина, которая получила звание «Мисс Турнира», за хорошую игру и неотразимую красоту. По итогам турнира команда заняла 3-е место.
В сезонах 2007-2008гг. и 2008-2009гг. команда стала бронзовым и серебряным призером Чемпионата РК.
В сезоне 2009-2010г. благодаря поддержке руководства области и спонсорской помощи ТОО «СвинецСтрой» команда получила нынешнее название «Шыгыс-СвинецСтрой». По итогам сезона команда завоевала золотую медаль в Чемпионате РК.
В нынешнем игровом сезоне команда стала чемпионом высшей лиги и завоевала путёвку в Национальную лигу.

## Достижения
- Чемпион всеказахстанской Универсиады (1) — 2007
- Чемпион Высшей лиги «А» чемпионата Казахстана (2) — 2010, 2015
- Серебряный призёр чемпионата Казахстана среди команд высшей лиги «А»(2) — 2006, 2009
- Бронзовый призёр чемпионата Казахстана среди команд высшей лиги «А» (1) — 2008